# 13557 Lievetruwant
13557 Lievetruwant (1992 OB9) là một tiểu hành tinh vành đai chính được phát hiện ngày 24 tháng 7 năm 1992 bởi H. Debehogne ở Đài thiên văn Nam Âu.